# 三野瀬村
三野瀬村（みのせむら）は三重県北牟婁郡にあった村。現在の紀北町の中部、紀勢本線・三野瀬駅の周辺にあたる。

## 地理
- 海洋：熊野灘
- 島嶼：鈴島、丸山島

## 歴史
- 1889年（明治22年）4月1日 - 町村制の施行により、海野浦・道瀬浦・三浦の区域をもって発足。
- 1955年（昭和30年）1月1日 - 長島町と合併し、改めて長島町が発足。同日三野瀬村廃止。

## 交通

### 鉄道路線
- 日本国有鉄道
  - 紀勢東線（現・紀勢本線）
    - 三野瀬駅

### 道路
- 国道170号（現・国道42号）